# Bertrand d’Ogeron
Bertrand d'Ogeron de La Bouëre (Rochefort-sur-Loire, 19 de marzo de 1613 – París, 31 de enero de 1676) fue un oficial francés y administrador colonial del siglo XVII. Fue gobernador de la Isla de la Tortuga entre 1665 a 1675.

## Biografía
Hijo de Bertrand Ogeron, comerciante y hacendado, y Jeanne Blouin. En 1641 obtuvo el grado de capitán en el regimiento de Marina durante la guerra de Cataluña (1646-1649). A la muerte de su padre en 1653 sucedió el título de “Señor de La Bouère”. En 1656 se unió a la compañía fundada para colonizar río Onantinigo. Al llegar a Martinica renuncia como resultado de los informes desfavorables.
Aproximadamente en 1662 D’Ogeron adoptó la forma de vida de los bucaneros en la costa noroeste de Santo Domingo, contribuyendo a su crecimiento como colonia francesa transportando cientos de enrolados de Nantes y La Rochelle, a Port Margot primero y luego la Isla de Tortuga.
En 1665 fue designado gobernador de Tortuga por la Compañía de las Indias Occidentales Francesas. En esa época la isla era conocida como un establecimiento para el tráfico de tabaco y cueros, y como un excelente refugio de piratas bajo un régimen anárquico. D’Ogeron se empleó en organizar la colonia de la isla, dando permisos de corso a los piratas para atacar a los españoles, pero al iniciar la colonización de Cap-Français, los filibusteros inician una revuelta contra él siendo sustituido en 1675 por Jacques Neveu de Pouancey. Después de un breve intermedio retoma la autoridad de la Isla en 1669. D’Ogeron en sus siguientes periodos, hasta 1675, hace un trabajo inteligente siendo capaz de ganar la confianza de los bucaneros, que reconocieron su autoridad; gracias a ello la colonia francesa de Santo Domingo tuvo un rápido desarrollo. Una de sus medidas fue aumentar el crecimiento demográfico de la isla, debido a que algunos códigos como los de la Cofradía de los Hermanos de la Costa prohibían embarcar y trasladar mujeres e instituciones como el Matelotage impedían la formación de parejas heterosexuales. Bertrand D’Ogeron ideó trasladar mujeres desde Francia para fomentar el establecimiento de familias en la isla, restándole importancia a la ocupación temporal de piratas, bucaneros y filibusteros. Este hecho forjó las bases de la colonia francesa de Santo Domingo con la fundación de nuevos poblados y el fomento de los cultivos de cacao, maíz, tabaco, cochinilla y café.
Luego D’Ogeron se trasladó a París abogando por la ocupación española de una parte de Santo Domingo. Al poco tiempo murió en esta misma ciudad, el 31 de enero de 1676. Una placa de mármol colocada en un pilar de la iglesia de St. Severin (5.º distrito de París), señala: "entre 1664 y 1675, sentó las bases de la sociedad civil y religiosa entre los piratas y bucaneros de las islas de Tortuga y Santo Domingo y así preparados por los misteriosos caminos de la Providencia, los destinos de la República de Haití".